# Phaeographis kinabalensis
Phaeographis kinabalensis är en lavart som beskrevs av Sipman. Phaeographis kinabalensis ingår i släktet Phaeographis och familjen Graphidaceae.   Inga underarter finns listade i Catalogue of Life.